# Бруклин Стрийт Съркит
Бруклин Стрийт Съркит (Brooklyn Street Circuit) е градска писта, разположена на улиците на Ню Йорк.
Предназначена е за стартове от календара на Формула Е. Дълга е 1,953 км и има 10 завоя. Разположена е близо до Бруклин Круиз Търминал в квартал Ред Хук, район Бруклин. Дебютният старт е проведен на 15 юли 2017 г. и представлява първото автомобилно състезание на територията на Ню Йорк от 1896 г., когато шест автомобила се надпреварват от Ню Йорк до Уестчестър и обратно.

## Победители във Формула Е
| Година   | Победител | Отбор              | Време (Об.)    | Най-бърза обиколка | Пол позишън | Дата   |
| -------- | --------- | ------------------ | -------------- | ------------------ | ----------- | ------ |
| 2017 (1) | Сам Бърд  | DS Върджин Рейсинг | 52:29.275 (43) | Маро Енгел         | Алекс Лин   | 15 юли |
| 2017 (2) | Сам Бърд  | DS Върджин Рейсинг | 58:09.388 (49) | Даниел Абт         | Сам Бърд    | 16 юли |